# Distretto di Renu Nakhon
Il distretto di Renu Nakhon (in thailandese: เรณูนคร) è un distretto (amphoe) della Thailandia, situato nella provincia di Nakhon Phanom.